# Катковы (деревня)
 Катковы — деревня в Кировской области. Входит в состав муниципального образования «Город Киров»

## География
Расположена на расстоянии примерно 6 км по прямой на запад от железнодорожного вокзала станции Киров.

## История
Известна с 1678 года как деревня Моклоковская вверх речки Люлячинки с 2 дворами, в 1764 42 жителя, в 1802 6 дворов. В 1873 здесь (Маклаковская или Котковская, Котковы) дворов 5 и жителей 51, в 1905 (Маклаковская или Катковы) 8 и 52, в 1926 (Катковы или Маклаковская) 8 и 51, в 1950 (Катковы) 25 и 69, в 1989 90 жителей. Административно подчиняется Ленинскому району города Киров.

## Население
| 2010 |
| ---- |
| 112  |

Постоянное население составляло 66 человек (русские 100%) в 2002 году, 112 в 2010.